# Mekiš (Podravske Sesvete)
Mekiš je pogranično naselje u Hrvatskoj u sastavu općine Podravskih Sesveta. Nalaze se u Koprivničko-križevačkoj županiji. 

## Zemljopis
Nalazi se na istoku Podravskih Sesveta, pokraj rijeke Drave. Sjeverno je Brodić i dio Mađarske koji je preko današnjeg toka rijeke Drave, istočno je rijeka Drava i dio Hrvatske koji je preko današnjeg toka rijeke Drave, jugozapadno je Pitomača.

## Gospodarstvo
Naseljem s intenzivno razvijenom poljoprivredom ( stočarstvom, ratarstvom i intenzivnom proizvodnjom mlijeka). U Mekišu djeluje dobrovoljno vatrogasno društvo.

## Kultura
Društveni dom, koji je središnje mjesto raznih kulturoloških, društvenih i edukacijskih zbivanja.

### Mrežna sjedišta
- Mekiš  Arhivirana inačica izvorne stranice od 14. ožujka 2015. (Wayback Machine)